# Klämsbo (naturreservat)
Klämsbo är ett kommunalt naturreservat i Kungsörs kommun i Västmanlands län.
Området är naturskyddat sedan 2007 och är 6 hektar stort. Reservatet ligger söder om Kungsör och består av barrskog